# Microgaster nigricans
Microgaster nigricans är en stekelart som beskrevs av Christian Gottfried Daniel Nees von Esenbeck 1834. Microgaster nigricans ingår i släktet Microgaster och familjen bracksteklar. Arten är reproducerande i Sverige. Inga underarter finns listade i Catalogue of Life.